# Miguel Ángel Cavallo
Miguel Ángel Cavallo (* 29. September 1951) alias Ricardo Miguel Cavallo ist ein Argentinier, der als Leutnant am Staatsterror der Militärdiktatur von 1976 bis 1983 beteiligt gewesen ist.

## Biografie

### Mitglied im argentinischen Generalstab
Im Januar 1972 wurde Cavallo Seekadett beim Oberkommando der argentinischen Marine.
1976, zu Beginn der Militärdiktatur, war Cavallo zivil gekleidet und trug langes Haar, weshalb er wegen der vermeintlichen Ähnlichkeiten zu dem 1973 von Al Pacino gespielten Filmcharakter auch als Serpico bezeichnet wurde. Er studierte Ciencias Exactas. 1978 setzte er sein Studium bei der Marine im Fach Humanmedizin fort.
Während der Militärdiktatur war die Escuela Superior de Mecánica de la Armada (ESMA) (Mechanikerschule der Marine) ein Haft- und Folterzentrum. Cavallo war bei der ESMA Mitglied der Eingreiftruppe GT 3.32. In diesem Zusammenhang wurden ihm Entführung, Folter, Verschwindenlassen von Gefangenen und »Vermittlung« von Säuglingen, die im Gefängnis geboren worden waren, an finanzkräftige Interessenten vorgeworfen. Eine seiner Neubeantragungen eines Reisepasses Ende 1978 war für eine Reise nach Frankreich – es wird daher vermutet, dass Cavallo dem Kommando Tetricus I. „Centro Piloto“ angehörte, das in diesem Zeitraum die argentinische Diplomatin Elena Holmberg in Paris entführte und ermordete. Im Jahr 1981 war er wieder bei der ESMA tätig. Im demokratischen Argentinien beantragte und erhielt er 1986 einen Reisepass, um in die USA zu reisen. Damals war er im Generalstab beschäftigt und wies gegenüber der argentinischen Bundesbehörde ein Empfehlungsschreiben von Juan Carlos Anchezar vor, der Stellvertreter von Hugo Anzorreguy im argentinischen Nachrichtenministerium Secretaría de Inteligencia del Estado (SIDE) war. 1987 war Cavallo Korvettenkapitän und weiterhin im Generalstab der Marine.

### Unternehmer in Mexiko
Durch Fälschung von Dokumenten eigneten sich argentinische Militärs zum Teil das Vermögen der von ihnen selbst ermordeten Personen an. Die Beute dieser Enteignungen, die auf mindestens 70 Millionen US-Dollar geschätzt wird, war Teil des Staatsterrorismus der Militärs. Dieses Vermögen bildete die Grundlage für Unternehmen, in welchen die früheren Folterer als Eigner und Manager firmieren, so auch Cavallo.
Cavallo konzentrierte seine unternehmerische Initiative zunächst auf Zentralamerika und ab 1999 auch auf Mexiko. Auch wenn er 1990 schon Zivilist war, so wohnte und arbeitete er in Comodoro Py 2055, dem Sitz des Generalstabes der Marine.
Cavallo blieb im Fach des Sicherheitsdienstleisters. Er bot den Betrieb von Datenregistern an, die eigentlich zum Hoheitsbereich der Staaten gehörten. Dazu gehörten das Pass- und Meldewesen, Wahlregister und Kraftfahrzeugregister. Im Rahmen der Liberalisierung unter Ernesto Zedillo Ponce de León gelang es Cavallos Unternehmen TALSUD, die Konzession für die Einrichtung und den Betrieb eines mexikanischen Kraftfahrzeugzentralregisters Registro Nacional de Vehículos zu erlangen. Ein Mitbewerber für diesen Auftrag war Siemens. Das RENAVE-Gesetz wurde am 3. Juni 1998 vom mexikanischen Parlament beschlossen und war vom 15. Juni 1998 bis 31. Dezember 2000 in Kraft.

### Verhaftung
Im Jahr 2000 wurde Ricardo Miguel Cavallo im mexikanischen Cancún verhaftet. Der Vorwurf der mexikanischen Behörden lautete auf Betrug, Veruntreuung und illegalen Verkauf von Fahrzeugen. Im Laufe der Untersuchung wurde Cavallos früheres Leben als Leutnant Miguel Ángel Cavallo alias „Serpico“ in Argentinien offenbar und dass ihm als solchem zahlreiche Verbrechen wie Völkermord, Folter und Terrorismus während der argentinischen Militärdiktatur in den 1970er Jahren vorgeworfen wurden. Ein mexikanisches Gericht entschied über einen Auslieferungsantrag, welcher von der spanischen Audiencia Nacional gestellt worden war. Das Aufdecken des Falles Cavallo ließ Zweifel an der Liberalisierung des Sicherheitswesens in Mexiko aufkommen, da die Konzessionierung des Kraftfahrzeugzentralregisters in privater Rechtsform zum Untertauchen von Cavallo beigetragen hatte.

### Auslieferung nach Spanien
Cavallo wurde im Juni 2003 von den mexikanischen an die spanischen Behörden ausgeliefert. In Spanien wollte ihn die Audiencia Nacional im Dezember 2006 nicht anklagen, da sie das Rechtssystem in Argentinien gefestigt sah, und ermutigte die argentinische Staatsanwaltschaft, einen Auslieferungsantrag zu stellen.
Im Februar 2008 stimmte ein Gericht einem Auslieferungsantrag Argentiniens zu.

### Gerichtsverfahren in Argentinien ab 2008
Am 31. März 2008 wurde Cavallo von den spanischen an die argentinischen Behörden ausgeliefert. Angehörige von spanischen Opfern der argentinischen Diktatur hatten bis zuletzt versucht, die Auslieferung zu verhindern, weil sie eine Verschleppung des Prozesses in Argentinien befürchteten. Im April 2008 wurde Cavallo in Argentinien in einem Gerichtsverfahren vernommen. Im Oktober 2011 wurde er zu lebenslanger Haft verurteilt.